# BLE T2
Der BLE T 2 war ein Verbrennungsmotor-Triebwagen der Braunschweigischen Landeseisenbahn (BLE). Er wurde aus einem dreiachsigen Personenwagen der Dessauer Waggonfabrik hergestellt und ursprünglich zusammen mit zwei Steuerwagen betrieben. Mit der Verstaatlichung der Braunschweigischen Landeseisenbahn 1938 wurde der Triebwagen mit einem Steuerwagen von der Deutschen Reichsbahn als 137 238 a/b übernommen und weiterbetrieben. Beide Fahrzeuge verblieben nach 1945 bei der Deutschen Reichsbahn und wurden bald ausgemustert.

## Geschichte und technische Daten
Die Fahrzeuge entstand als Rationalisierungsmaßnahme der Privatbahngesellschaft BLE auf den Verkehrsrückgang im Personenverkehr um 1930. Der Triebwagenzug bestand aus einem dreiachsigen Triebwagen und zwei vierachsigen zu Steuerwagen umgebauten Reisezugwagen, zwischen denen der VT in der Mitte lief. Die vierachsigen Steuerwagen stammten aus der Anfangszeit der Braunschweigischen Landeseisenbahn. Ihnen wurde lediglich ein Führerstand eingebaut. Der Triebwagen wurde aus einem dreiachsigen Personenwagen, der als Peronwagen ausgebildet war, 1915 gefertigt von der Dessauer Waggonfabrik, umgebaut. Von diesem Wagen wurden nur die Wände beibehalten. Neben der Maschinenanlage wurden ihm ein Gepäckabteil ohne Sitze eingebaut.
Die so umgebaute Triebwageneinheit war nach vierjähriger Umbauzeit fertig und kam 1934 in Betrieb. Die gesamte Einheit legte bis zum Jahresende 1934 etwa 70.500 km zurück. Für die folgenden zwei Jahre waren die Laufleistungen etwas geringer, bis Ende 1936 hatte der Triebwagen insgesamt 183.415 km zurückgelegt.
Mit dem Übergang des Triebwagens in den Bestand der Deutschen Reichsbahn wurde ein Steuerwagen ausgemustert und der Triebzug in der Anordnung VT + VS weiterbetrieben. Dafür erhielt er die Bezeichnung 137 238 a/b. Ursprünglich waren die Fahrzeuge creme-farbig gehalten, danach waren sie dunkelfarbig ausgeführt. Einsatzdaten während der Staatsbahnzeit liegen nicht vor. Es wurde lediglich erwähnt, dass der Triebwagen 1940 abgestellt wurde.
1945 gelangten beide verbliebenen Wagen des Triebzuges zur Dahme-Uckroer Eisenbahn, wo sie als Personenwagen eingesetzt gewesen sein sollen. Sie gelangten somit in den Bestand der DR, womit sich ihre Bezeichnung nicht änderte. Einsatz- und Ausmusterungsdaten sind nicht bekannt.

## Fahrzeugaufbau
Nach dem Umbau besaß der ehemalige dreiachsige Personenwagen keine Sitzplätze mehr. Dem Triebwagen wurde eine dieselelektrische Antriebsanlage mit einem zusätzlichen Gepäckabteil eingebaut. Dafür erhielt der Motorwagen etwa in der Mitte eine große Schiebetür. Zu der Stirnseite auf der Motorseite des Wagens wurde zwecks Motorwechsel die Tür auf die Einstiegsbühne als Doppeltür ausgeführt. Der Hauptführerstand des Motorwagens lag auf der linken Fahrzeugseite. Der Zugang erfolgte entweder über die Gepäckraumtür in Wagenmitte oder über die doppelflügige Tür von der vorderen Plattform her. Außerdem erhielten die Seitenwände mehrere Lüftungsgitter.
Die dieselelektrische Antriebsanlage bestand aus einem Sechszylinder-Viertakt-Dieselmotor von MAN mit 175 PS Leistung, dem Hauptgenerator sowie den beiden elektrischen Fahrmotoren von BBC. Die Fahrzeuge waren mit der Druckluftbremse Bauart Knorr ausgerüstet. Die dafür nötige Druckluft wurde außerdem für das Läutewerk, den Typhon und der Sandstreueinrichtung verwendet. Sie besaßen ein Bordnetz von 24 V =, gespeist von der Erregermaschine des Hauptgenerators oder der Batterie.